# Die Tänzerin des Zaren
Die Tänzerin des Zaren ist ein US-amerikanisches Stummfilmdrama aus dem Jahr 1926 von Dimitri Buchowetzki mit Laura La Plante in der Hauptrolle. Der Film wurde von Universal Pictures produziert und basiert auf der Kurzgeschichte Midnatssolen des dänischen Schriftstellers Laurids Bruun.

## Handlung

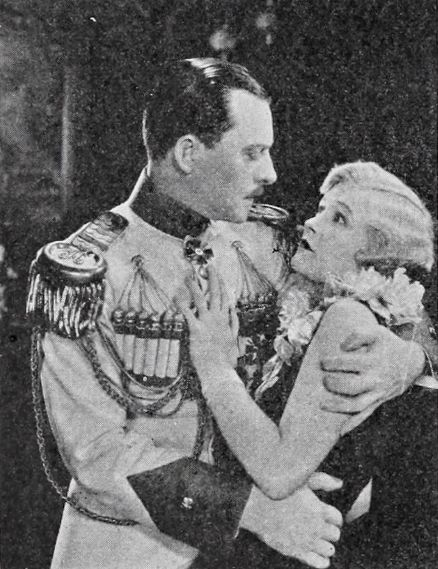
Pat O’Malley und Laura La Plante

Durch den Einfluss von Ivan Kusmin, einem mächtigen russischen Bankier, steigt die Amerikanerin Olga Balashova aus den Reihen des Kaiserlich Russischen Balletts zur Primaballerina auf. Olga lernt den jungen Alexei Orloff kennen, einen Offizier der Leibwache des Großherzogs Sergius, und sie verlieben sich ineinander. Alexei ist zutiefst betrübt, als er erfährt, dass sein Bruder Nicolai, der Anführer einer Gruppe von Nihilisten, wegen Beleidigung des Großherzogs Sergius nach Sibirien verbannt werden soll. Olga verspricht Sergius heimlich einen Abend allein mit ihr, wenn er dem Bruder verzeiht. Alexei findet sie mit dem Herzog und schlägt ihn, das Schlimmste befürchtend.
Alexei wird zum Tode verurteilt, als er mit einigen Revolutionären gefangen genommen wird. Olga, die von Kusmin getäuscht wird und glaubt, Alexei erwarte sie, begleitet ihn an Bord einer Jacht, doch Sergius verfolgt sie mit einem schnellen Zerstörer und rettet sie aus seinen Fängen. Olga gibt sich Sergius hin, um Alexei zu retten, der vor einem Erschießungskommando ohnmächtig wird. Als Sergius ihre wahre Liebe erkennt, begnadigt er Alexei, der mit Olga wieder vereint ist.

## Veröffentlichung
Die Premiere des Films fand am 23. April 1926 in New York statt. Im Deutschen Reich kam er im November 1926 in die Kinos.

## Kritiken
Mordaunt Hall schrieb in der The New York Times, Regie führte Dimitri Buchowetzki, der einen ganz eigenen Stil zu verfolgen scheine, der sich von allem unterscheidet, was man in seinen anderen Produktionen sieht. Dieses aktuelle Werk besitze Qualitäten, wie man sie in Filmen wie The Perils of Pauline finden könnte, und vielleicht kicherte und lachte das gutmütige Publikum deshalb während der ans Tragische grenzenden Episoden.